# 스포츠 선언
스포츠 선언( Declaration of Sports 또는 the Book of Sports )은 1617년에 랭커셔주에서 제임스 1세 (잉글랜드)에 의해 제정된 선언으로, 1618년에 전국에 공표되었고, 1633년에 찰스 1세에 의해 재지정되었다. 이 선언문은 일요일과 다른 명절에 스포츠와 레크리에이션을 허용하는 문구가 포함되어 있다.  재지정 당시, 윌리엄 로드에 의해 작성되었다.  찰스 1세는 이 선언문을 거부하는 목회자는 파면당하도록 선포하였다. 청교도들이 다시 의회의 권력을 잡자, 이 선언문에 대한 반감을 커졌고, 1640년 로드의 몰락과 함께 사라졌다. 1643년에 이 선언문은 붙태워졌고, 로드는 사형을 당하였다. 

## 주일 성수와 연관성
당시 중세시대부터 논쟁이 있었던 주일성수 문제는 영국의 전통적인 문화인 스포츠문화와 청교도의 엄격한 주일성수가 맞부닥친 논쟁의 중심이 되었다. 특히, 로마 가톨릭은 청교도주의와 함께 주일성수의 엄격함을 강조하였는 데, 이 스포츠 선언은 주로 로마 가톨릭주의에 대한 반감으로 이어졌다. 헨리 버튼은 그의 책인 < 주일성수를 하지 않는 자들에 대한 하나님의 심판의 기억할 만한 예의 모음집>에서, 주일 성수를 하지 않는 자들이 갖가지 불미스러운 사고로 사망한 예들을 56개로 모아 놓아 경고를 하였다.
1. ↑  Fesko, J. V., 1970-. 《The theology of the Westminster standards : historical context and theological insights》. Wheaton, Illinois. 287쪽. ISBN 978-1-4335-3311-2.